# Super GT 2025
La stagione 2025 del Super GT è la trentatreesima stagione del JAF Super GT Championship, che include l'era dell'All Japan Grand Touring Car Championship, e la ventunesima stagione con la denominazione Super GT. La serie è autorizzata dalla Japan Automobile Federation (JAF) e gestita dalla GT Association (GTA). La stagione è iniziata il 13 aprile sul Circuito Internazionale di Okayama ed terminerà il 2 novembre al Mobility Resort Motegi.
Sho Tsuboi e Kenta Yamashita, piloti del TGR Team au TOM'S, sono i campioni in carica della classe GT500, e il team JLOC di Takashi Kogure e Yuya Motojima sono i campioni in carica della classe GT300.

## Calendario
Il calendario provvisorio è stato annunciato il 1° agosto 2024. La serie correrà all'estero per la prima volta dal 2019 e tornerà a Sepang per la prima volta dal 2013. La serie ha annunciato che la maggior parte dei round sarà da 300 km, con il primo round del Fuji e il round di Autopolis che hanno tenuto un formato di gara di 3 ore. Inoltre, per il secondo round del Fuji hanno introdotto un doppio weekend sprint.
| Round | Circuito                           | Luogo                           | Data         | Evento di supporto                           |
| ----- | ---------------------------------- | ------------------------------- | ------------ | -------------------------------------------- |
| 1     | Circuito Internazionale di Okayama | Mimasaka, Prefettura di Okayama | 13 aprile    |                                              |
| 2     | Fuji Speedway                      | Oyama, Prefettura di Shizuoka   | 4 maggio     | F4 giapponese                                |
| 3     | Sepang International Circuit       | Sepang, Selangor, Malaysia      | 28 giugno    | Toyota Gazoo Racing GR86 Cup Series Malaysia |
| 4     | Fuji Speedway                      | Oyama, Prefettura di Shizuoka   | 3 agosto     | F4 giapponese                                |
| 5     | Circuito di Suzuka                 | Suzuka, Prefettura di Mie       | 24 agosto    | F4 giapponese                                |
| 6     | Sportsland SUGO                    | Murata, Prefettura di Miyagi    | 21 settembre | F4 giapponese                                |
| 7     | Autopolis                          | Hita, Prefettura di Oita        | 19 ottobre   | F4 giapponese                                |
| 8     | Mobility Resort Motegi             | Motegi, Prefettura di Tochigi   | 2 novembre   | F4 giapponese                                |

## Team e piloti

### GT500
| Team                      | Marchio | Vettura               | No. | Piloti              | Gomme | Gare |
| ------------------------- | ------- | --------------------- | --- | ------------------- | ----- | ---- |
| TGR Team au TOM'S         | Toyota  | Toyota GR Supra GT500 | 1   | Sho Tsuboi          | B     | 1–2  |
| TGR Team au TOM'S         | Toyota  | Toyota GR Supra GT500 | 1   | Kenta Yamashita     | B     | 1–2  |
| TGR Team Deloitte TOM'S   | Toyota  | Toyota GR Supra GT500 | 37  | Ukyo Sasahara       | B     | 1–2  |
| TGR Team Deloitte TOM'S   | Toyota  | Toyota GR Supra GT500 | 37  | Giuliano Alesi      | B     | 1–2  |
| NISMO NDDP                | Nissan  | Nissan Z NISMO GT500  | 3   | Daiki Sasaki        | B     | 1–2  |
| NISMO NDDP                | Nissan  | Nissan Z NISMO GT500  | 3   | Atsushi Miyake      | B     | 1–2  |
| NISMO                     | Nissan  | Nissan Z NISMO GT500  | 23  | Katsumasa Chiyo     | B     | 1–2  |
| NISMO                     | Nissan  | Nissan Z NISMO GT500  | 23  | Mitsunori Takaboshi | B     | 1–2  |
| ARTA                      | Honda   | Honda Civic Type R-GT | 8   | Tomoki Nojiri       | B     | 1–2  |
| ARTA                      | Honda   | Honda Civic Type R-GT | 8   | Nobuharu Matsushita | B     | 1–2  |
| ARTA                      | Honda   | Honda Civic Type R-GT | 16  | Hiroki Otsu         | B     | 1–2  |
| ARTA                      | Honda   | Honda Civic Type R-GT | 16  | Ren Sato            | B     | 1–2  |
| Team Impul                | Nissan  | Nissan Z NISMO GT500  | 12  | Kazuki Hiramine     | B     | 1–2  |
| Team Impul                | Nissan  | Nissan Z NISMO GT500  | 12  | Bertrand Baguette   | B     | 1–2  |
| TGR Team ENEOS ROOKIE     | Toyota  | Toyota GR Supra GT500 | 14  | Kazuya Oshima       | B     | 1–2  |
| TGR Team ENEOS ROOKIE     | Toyota  | Toyota GR Supra GT500 | 14  | Nirei Fukuzumi      | B     | 1–2  |
| Astemo Real Racing        | Honda   | Honda Civic Type R-GT | 17  | Koudai Tsukakoshi   | B     | 1–2  |
| Astemo Real Racing        | Honda   | Honda Civic Type R-GT | 17  | Syun Koide          | B     | 1–2  |
| TGR Team WedsSport Bandoh | Toyota  | Toyota GR Supra GT500 | 19  | Yuji Kunimoto       | Y     | 1–2  |
| TGR Team WedsSport Bandoh | Toyota  | Toyota GR Supra GT500 | 19  | Sena Sakaguchi      | Y     | 1–2  |
| TGR Team WedsSport Bandoh | Toyota  | Toyota GR Supra GT500 | 19  | Kazuto Kotaka       | Y     | 2    |
| Kondo Racing              | Nissan  | Nissan Z NISMO GT500  | 24  | Tsugio Matsuda      | Y     | 1–2  |
| Kondo Racing              | Nissan  | Nissan Z NISMO GT500  | 24  | Teppei Natori       | Y     | 1–2  |
| TGR Team KeePer Cerumo    | Toyota  | Toyota GR Supra GT500 | 38  | Hiroaki Ishiura     | B     | 1–2  |
| TGR Team KeePer Cerumo    | Toyota  | Toyota GR Supra GT500 | 38  | Toshiki Oyu         | B     | 1–2  |
| TGR Team SARD             | Toyota  | Toyota GR Supra GT500 | 39  | Yuhi Sekiguchi      | B     | 1–2  |
| TGR Team SARD             | Toyota  | Toyota GR Supra GT500 | 39  | Sacha Fenestraz     | B     | 1–2  |
| Modulo Nakajima Racing    | Honda   | Honda Civic Type R-GT | 64  | Takuya Izawa        | D     | 1–2  |
| Modulo Nakajima Racing    | Honda   | Honda Civic Type R-GT | 64  | Riki Okusa          | D     | 1–2  |
| Stanley Team Kunimitsu    | Honda   | Honda Civic Type R-GT | 100 | Naoki Yamamoto      | B     | 1–2  |
| Stanley Team Kunimitsu    | Honda   | Honda Civic Type R-GT | 100 | Tadasuke Makino     | B     | 1–2  |

### GT300
| Team                                        | Marchio            | Vettura                          | No. | Piloti                 | Gomme | Gare |
| ------------------------------------------- | ------------------ | -------------------------------- | --- | ---------------------- | ----- | ---- |
| JLOC                                        | Lamborghini        | Lamborghini Huracán GT3 Evo 2    | 0   | Takashi Kogure         | Y     | 1–2  |
| JLOC                                        | Lamborghini        | Lamborghini Huracán GT3 Evo 2    | 0   | Yuya Motojima          | Y     | 1–2  |
| JLOC                                        | Lamborghini        | Lamborghini Huracán GT3 Evo 2    | 87  | Kosuke Matsuura        | Y     | 1–2  |
| JLOC                                        | Lamborghini        | Lamborghini Huracán GT3 Evo 2    | 87  | Natsu Sakaguchi        | Y     | 1–2  |
| Hyper Water Racing Inging                   | Toyota             | Toyota GR86 GT300                | 2   | Yuui Tsutsumi          | B     | 1–2  |
| Hyper Water Racing Inging                   | Toyota             | Toyota GR86 GT300                | 2   | Hibiki Taira           | B     | 1–2  |
| Hyper Water Racing Inging                   | Toyota             | Toyota GR86 GT300                | 2   | Kazuhisa Urabe         | B     | 2    |
| Goodsmile Racing & TeamUkyo                 | Mercedes-AMG       | Mercedes-AMG GT3 Evo             | 4   | Nobuteru Taniguchi     | Y     | 1–2  |
| Goodsmile Racing & TeamUkyo                 | Mercedes-AMG       | Mercedes-AMG GT3 Evo             | 4   | Tatsuya Kataoka        | Y     | 1–2  |
| Goodsmile Racing & TeamUkyo                 | Mercedes-AMG       | Mercedes-AMG GT3 Evo             | 4   | Yuhki Nakayama         | Y     | 3    |
| Goodsmile Racing & TeamUkyo                 | Mercedes-AMG       | Mercedes-AMG GT3 Evo             | 4   | Shunji Okumoto         | Y     | 3    |
| Team Mach                                   | Toyota             | Toyota 86 MC GT300               | 5   | Yusuke Shiotsu         | Y     | 1–2  |
| Team Mach                                   | Toyota             | Toyota 86 MC GT300               | 5   | Iori Kimura            | Y     | 1–2  |
| Velorex                                     | Ferrari            | Ferrari 296 GT3                  | 6   | Yoshiaki Katayama      | Y     | 1–2  |
| Velorex                                     | Ferrari            | Ferrari 296 GT3                  | 6   | Roberto Merhi Muntan   | Y     | 1–2  |
| CarGuy MKS Racing                           | Ferrari            | Ferrari 296 GT3                  | 7   | Zak O'Sullivan         | Y     | 1–2  |
| CarGuy MKS Racing                           | Ferrari            | Ferrari 296 GT3                  | 7   | Rikuto Kobayashi       | Y     | 1–2  |
| CarGuy MKS Racing                           | Ferrari            | Ferrari 296 GT3                  | 7   | Keita Sawa             | Y     | 2    |
| CarGuy MKS Racing                           | Ferrari            | Ferrari 296 GT3                  | 7   | Takeshi Kimura         | Y     | TBC  |
| Pacific Racing Team                         | Mercedes-AMG       | Mercedes-AMG GT3 Evo             | 9   | Ryohei Sakaguchi       | Y     | 1–2  |
| Pacific Racing Team                         | Mercedes-AMG       | Mercedes-AMG GT3 Evo             | 9   | Yusuke Tomibayashi     | Y     | 1–2  |
| Pacific Racing Team                         | Mercedes-AMG       | Mercedes-AMG GT3 Evo             | 9   | Yuta Fujiwara          | Y     | 2    |
| \| \| GAINER \| \| Anest Iwata Racing \| \| | Nissan             | Nissan Fairlady Z GT300 (RZ34)   | 11  | Ryuichiro Tomita       | D     | 1–2  |
| \| \| GAINER \| \| Anest Iwata Racing \| \| | Nissan             | Nissan Fairlady Z GT300 (RZ34)   | 11  | Kazuki Oki             | D     | 1–2  |
| \| \| GAINER \| \| Anest Iwata Racing \| \| | Lexus              | Lexus RC F GT3                   | 26  | Igor Fraga             | Y     | 1–2  |
| \| \| GAINER \| \| Anest Iwata Racing \| \| | Lexus              | Lexus RC F GT3                   | 26  | Hironobu Yasuda        | Y     | 1–2  |
| Team UpGarage                               | Mercedes-AMG       | Mercedes-AMG GT3 Evo             | 18  | Takashi Kobayashi      | Y     | 1–2  |
| Team UpGarage                               | Mercedes-AMG       | Mercedes-AMG GT3 Evo             | 18  | Yuto Nomura            | Y     | 1–2  |
| SHADE Racing                                | Toyota             | Toyota GR86 GT300                | 20  | Katsuyuki Hiranaka     | M     | 1–2  |
| SHADE Racing                                | Toyota             | Toyota GR86 GT300                | 20  | Eijiro Shimizu         | M     | 1–2  |
| SHADE Racing                                | Toyota             | Toyota GR86 GT300                | 20  | Yuki Sano              | M     | 2    |
| R'Qs Motor Sports                           | Mercedes-AMG       | Mercedes-AMG GT3 Evo             | 22  | Masaki Kano            | Y     | 1–2  |
| R'Qs Motor Sports                           | Mercedes-AMG       | Mercedes-AMG GT3 Evo             | 22  | Yuma Shoji             | Y     | 1–2  |
| R'Qs Motor Sports                           | Mercedes-AMG       | Mercedes-AMG GT3 Evo             | 22  | Masaki Jyonai          | Y     | 2    |
| R'Qs Motor Sports                           | Mercedes-AMG       | Mercedes-AMG GT3 Evo             | 22  | Hisashi Wada           | Y     | TBC  |
| Hoppy Team Tsuchiya                         | Toyota             | Toyota GR Supra GT300            | 25  | Takamitsu Matsui       | Y     | 1–2  |
| Hoppy Team Tsuchiya                         | Toyota             | Toyota GR Supra GT300            | 25  | Kimiya Sato            | Y     | 1–2  |
| apr                                         | Toyota             | Toyota GR86 GT300                | 30  | Hiroaki Nagai          | M     | 1–2  |
| apr                                         | Toyota             | Toyota GR86 GT300                | 30  | Manabu Orido           | M     | 1–2  |
| apr                                         | Toyota             | Toyota GR86 GT300                | 30  | Ryo Ogawa              | M     | 2    |
| apr                                         | Lexus              | Lexus LC 500h GT                 | 31  | Miki Koyama            | B     | 1–2  |
| apr                                         | Lexus              | Lexus LC 500h GT                 | 31  | Yuki Nemoto            | B     | 1–2  |
| apr                                         | Lexus              | Lexus LC 500h GT                 | 31  | Oliver Rasmussen       | B     | 2    |
| Ponos Racing                                | Ferrari            | Ferrari 296 GT3                  | 45  | Kei Cozzolino          | D     | 1–2  |
| Ponos Racing                                | Ferrari            | Ferrari 296 GT3                  | 45  | Takuro Shinohara       | D     | 1–2  |
| Ponos Racing                                | Ferrari            | Ferrari 296 GT3                  | 45  | Lilou Wadoux           | D     | 1    |
| Nilzz Racing                                | Nissan             | Nissan GT-R Nismo GT3            | 48  | Taiyo Ida              | Y     | 1–2  |
| Nilzz Racing                                | Nissan             | Nissan GT-R Nismo GT3            | 48  | Yusaku Shibata         | Y     | 1–2  |
| Nilzz Racing                                | Nissan             | Nissan GT-R Nismo GT3            | 48  | Daiki Fujiwara         | Y     | 2    |
| Saitama Green Brave                         | Toyota             | Toyota GR Supra GT300            | 52  | Hiroki Yoshida         | B     | 1–2  |
| Saitama Green Brave                         | Toyota             | Toyota GR Supra GT300            | 52  | Seita Nonaka           | B     | 1–2  |
| Kondo Racing                                | Nissan             | Nissan GT-R Nismo GT3            | 56  | Kohei Hirate           | Y     | 1–2  |
| Kondo Racing                                | Nissan             | Nissan GT-R Nismo GT3            | 56  | João Paulo de Oliveira | Y     | 1    |
| Kondo Racing                                | Nissan             | Nissan GT-R Nismo GT3            | 56  | Yu Kanamaru            | Y     | 2    |
| LM corsa                                    | Lexus              | Lexus LC 500 GT                  | 60  | Hiroki Yoshimoto       | D     | 1–2  |
| LM corsa                                    | Lexus              | Lexus LC 500 GT                  | 60  | Shunsuke Kohno         | D     | 1–2  |
| LM corsa                                    | Lexus              | Lexus LC 500 GT                  | 60  | Reimei Ito             | D     | 2    |
| R&D Sport                                   | Subaru             | Subaru BRZ GT300 (ZD8)           | 61  | Takuto Iguchi          | D     | 1–2  |
| R&D Sport                                   | Subaru             | Subaru BRZ GT300 (ZD8)           | 61  | Hideki Yamauchi        | D     | 1–2  |
| HELM Motorsports                            | Nissan             | Nissan GT-R Nismo GT3            | 62  | Yuya Hiraki            | Y     | 1–2  |
| HELM Motorsports                            | Nissan             | Nissan GT-R Nismo GT3            | 62  | Reiji Hiraki           | Y     | 1–2  |
| K2 R&D LEON Racing                          | Mercedes-AMG       | Mercedes-AMG GT3 Evo             | 65  | Naoya Gamou            | B     | 1–2  |
| K2 R&D LEON Racing                          | Mercedes-AMG       | Mercedes-AMG GT3 Evo             | 65  | Togo Suganami          | B     | 1–2  |
| K2 R&D LEON Racing                          | Mercedes-AMG       | Mercedes-AMG GT3 Evo             | 65  | Haruki Kurosawa        | B     | 2    |
| EBM                                         | Aston Martin       | Aston Martin Vantage AMR GT3 Evo | 86  | Jazeman Jaafar         | M     | 3    |
| EBM                                         | Aston Martin       | Aston Martin Vantage AMR GT3 Evo | 86  | Kerong Li              | M     | 3    |
| K-tunes Racing                              | Lexus              | Lexus RC F GT3                   | 96  | Morio Nitta            | D     | 1–2  |
| K-tunes Racing                              | Lexus              | Lexus RC F GT3                   | 96  | Shinichi Takagi        | D     | 1–2  |
| Tomei Sports                                | Nissan             | Nissan GT-R Nismo GT3            | 360 | Takayuki Aoki          | Y     | 1–2  |
| Tomei Sports                                | Nissan             | Nissan GT-R Nismo GT3            | 360 | Rin Arakawa            | Y     | 1–2  |
| Tomei Sports                                | Nissan             | Nissan GT-R Nismo GT3            | 360 | Hironobu Shimizu       | Y     | 2    |
| Tomei Sports                                | Nissan             | Nissan GT-R Nismo GT3            | 360 | Atsushi Tanaka         | Y     | TBC  |
| Seven x Seven Racing                        | Porsche            | Porsche 911 GT3 R (992)          | 666 | Kiyoto Fujinami        | Y     | 1–2  |
| Seven x Seven Racing                        | Porsche            | Porsche 911 GT3 R (992)          | 666 | Tsubasa Kondo          | Y     | 1–2  |
| Seven x Seven Racing                        | Porsche            | Porsche 911 GT3 R (992)          | 666 | Harry King             | Y     | 2    |
| D'station Racing                            | Aston Martin       | Aston Martin Vantage AMR GT3 Evo | 777 | Tomonobu Fujii         | D     | 1–2  |
| D'station Racing                            | Aston Martin       | Aston Martin Vantage AMR GT3 Evo | 777 | Charlie Fagg           | D     | 1–2  |
| Giappone (bandiera)                         | GAINER             |                                  |     |                        |       |      |
| Giappone (bandiera)                         | Anest Iwata Racing |                                  |     |                        |       |      |

## Risultati
| Round | Circuito                           | Classe | Pole Position                      | Giro più veloce               | Vincitore                              |
| ----- | ---------------------------------- | ------ | ---------------------------------- | ----------------------------- | -------------------------------------- |
| 1     | Circuito Internazionale di Okayama | GT500  | No. 14 TGR Team ENEOS ROOKIE       | No. 1 TGR Team au TOM'S       | No. 1 TGR Team au TOM'S                |
| 1     | Circuito Internazionale di Okayama | GT500  | Kazuya Oshima Nirei Fukuzumi       | Sho Tsuboi Kenta Yamashita    | Sho Tsuboi Kenta Yamashita             |
| 1     | Circuito Internazionale di Okayama | GT300  | No. 4 Goodsmile Racing & TeamUkyo  | No. 65 K2 R&D LEON Racing     | No. 65 K2 R&D LEON Racing              |
| 1     | Circuito Internazionale di Okayama | GT300  | Nobuteru Taniguchi Tatsuya Kataoka | Naoya Gamou Togo Suganami     | Naoya Gamou Togo Suganami              |
| 2     | Fuji Speedway                      | GT500  | No. 38 TGR Team KeePer Cerumo      | No. 38 TGR Team KeePer Cerumo | No. 38 TGR Team KeePer Cerumo          |
| 2     | Fuji Speedway                      | GT500  | Hiroaki Ishiura Toshiki Oyu        | Hiroaki Ishiura Toshiki Oyu   | Hiroaki Ishiura Toshiki Oyu            |
| 2     | Fuji Speedway                      | GT300  | No. 777 D'station Racing           | No. 777 D'station Racing      | No. 6 Velorex                          |
| 2     | Fuji Speedway                      | GT300  | Tomonobu Fujii Charlie Fagg        | Tomonobu Fujii Charlie Fagg   | Yoshiaki Katayama Roberto Merhi Muntan |
| 3     | Sepang International Circuit       | GT500  |                                    |                               |                                        |
| 3     | Sepang International Circuit       | GT500  |                                    |                               |                                        |
| 3     | Sepang International Circuit       | GT300  |                                    |                               |                                        |
| 3     | Sepang International Circuit       |        |                                    |                               |                                        |
| 4     | Fuji Speedway                      | GT500  |                                    |                               |                                        |
| 4     | Fuji Speedway                      | GT500  |                                    |                               |                                        |
| 4     | Fuji Speedway                      | GT300  |                                    |                               |                                        |
| 4     | Fuji Speedway                      |        |                                    |                               |                                        |
| 5     | Circuito di Suzuka                 | GT500  |                                    |                               |                                        |
| 5     | Circuito di Suzuka                 | GT500  |                                    |                               |                                        |
| 5     | Circuito di Suzuka                 | GT300  |                                    |                               |                                        |
| 5     | Circuito di Suzuka                 |        |                                    |                               |                                        |
| 6     | Sportsland SUGO                    | GT500  |                                    |                               |                                        |
| 6     | Sportsland SUGO                    | GT500  |                                    |                               |                                        |
| 6     | Sportsland SUGO                    | GT300  |                                    |                               |                                        |
| 6     | Sportsland SUGO                    |        |                                    |                               |                                        |
| 7     | Autopolis                          | GT500  |                                    |                               |                                        |
| 7     | Autopolis                          | GT500  |                                    |                               |                                        |
| 7     | Autopolis                          | GT300  |                                    |                               |                                        |
| 7     | Autopolis                          |        |                                    |                               |                                        |
| 8     | Mobility Resort Motegi             | GT500  |                                    |                               |                                        |
| 8     | Mobility Resort Motegi             | GT500  |                                    |                               |                                        |
| 8     | Mobility Resort Motegi             | GT300  |                                    |                               |                                        |
| 8     | Mobility Resort Motegi             |        |                                    |                               |                                        |

## Classifiche
Sistema di punteggio
| Posizione | 1° | 2° | 3° | 4° | 5° | 6° | 7° | 8° | 9° | 10° | 11° | 12° | 13° | 14° | 15° | Pole |
| --------- | -- | -- | -- | -- | -- | -- | -- | -- | -- | --- | --- | --- | --- | --- | --- | ---- |
| GT500     | 20 | 15 | 11 | 8  | 6  | 5  | 4  | 3  | 2  | 1   | 0   | 0   | 0   | 0   | 0   | 1    |
| GT300     | 25 | 20 | 16 | 13 | 11 | 10 | 9  | 8  | 7  | 6   | 5   | 4   | 3   | 2   | 1   | 1    |

### GT500
| Pos. | Piloti                              | Team                             | OKA | FUJ1 | SEP | FUJ2 | SUZ | SUG | AUT | MOT | Punti |
| ---- | ----------------------------------- | -------------------------------- | --- | ---- | --- | ---- | --- | --- | --- | --- | ----- |
| 1    | Sho Tsuboi Kenta Yamashita          | No. 1 TGR Team au TOM'S          | 1   | 2    |     |      |     |     |     |     | 35    |
| 2    | Hiroaki Ishiura Toshiki Oyu         | No. 38 TGR Team KeePer Cerumo    | Rit | 1    |     |      |     |     |     |     | 21    |
| 3    | Kazuya Oshima Nirei Fukuzumi        | No. 14 TGR Team ENEOS ROOKIE     | 2   | 6    |     |      |     |     |     |     | 21    |
| 4    | Naoki Yamamoto Tadasuke Makino      | No. 100 Stanley Team Kunimitsu   | 4   | 3    |     |      |     |     |     |     | 19    |
| 5    | Yuhi Sekiguchi Sacha Fenestraz      | No. 39 TGR Team SARD             | 3   | 5    |     |      |     |     |     |     | 17    |
| 6    | Ukyo Sasahara Giuliano Alesi        | No. 37 TGR Team Deloitte TOM'S   | 5   | 7    |     |      |     |     |     |     | 10    |
| 7    | Kazuki Hiramine Bertrand Baguette   | No. 12 Team Impul                | Rit | 4    |     |      |     |     |     |     | 8     |
| 8    | Katsumasa Chiyo Mitsunori Takaboshi | No. 23 NISMO                     | 6   | 8    |     |      |     |     |     |     | 8     |
| 9    | Tomoki Nojiri Nobuharu Matsushita   | No. 8 ARTA                       | 7   | 9    |     |      |     |     |     |     | 6     |
| 10   | Koudai Tsukakoshi Syun Koide        | No. 17 Astemo Real Racing        | 8   | 12   |     |      |     |     |     |     | 3     |
| 11   | Takuya Izawa Riki Okusa             | No. 64 Modulo Nakajima Racing    | 9   | 13   |     |      |     |     |     |     | 2     |
| 12   | Daiki Sasaki Atsushi Miyake         | No. 3 NISMO NDDP                 | 10  | 10   |     |      |     |     |     |     | 2     |
| —    | Tsugio Matsuda Teppei Natori        | No. 24 Kondo Racing              | 11  | 15   |     |      |     |     |     |     | 0     |
| —    | Hiroki Otsu Ren Sato                | No. 16 ARTA                      | Rit | 11   |     |      |     |     |     |     | 0     |
| —    | Yuji Kunimoto Sena Sakaguchi        | No. 19 TGR Team WedsSport Bandoh | 12  | 14   |     |      |     |     |     |     | 0     |
| —    | Kazuto Kotaka                       | No. 19 TGR Team WedsSport Bandoh |     | 14   |     |      |     |     |     |     | 0     |
| Pos. | Piloti                              | Team                             | OKA | FUJ1 | SEP | FUJ2 | SUZ | SUG | AUT | MOT | Punti |

### GT300
| Pos. | Piloti                                 | Team                              | OKA | FUJ1 | SEP | FUJ2 | SUZ | SUG | AUT | MOT | Punti |
| ---- | -------------------------------------- | --------------------------------- | --- | ---- | --- | ---- | --- | --- | --- | --- | ----- |
| 1    | Naoya Gamou Togo Suganami              | No. 65 K2 R&D LEON Racing         | 1   | 5    |     |      |     |     |     |     | 36    |
| 2    | Yoshiaki Katayama Roberto Merhi Muntan | No. 6 Velorex                     | DSQ | 1    |     |      |     |     |     |     | 25    |
| 3    | Igor Omura Fraga Hironobu Yasuda       | No. 26 Anest Iwata Racing         | 2   | 11   |     |      |     |     |     |     | 25    |
| 4    | Kohei Hirate                           | No. 56 Kondo Racing               | 3   | 7    |     |      |     |     |     |     | 25    |
| 5    | Yuui Tsutsumi Hibiki Taira             | No. 2 Hyper Water Racing Inging   | 10  | 3    |     |      |     |     |     |     | 22    |
| 6    | Tomonobu Fujii Charlie Fagg            | No. 777 D'station Racing          | 24  | 2    |     |      |     |     |     |     | 21    |
| 7    | Nobuteru Taniguchi Tatsuya Kataoka     | No. 4 Goodsmile Racing & TeamUkyo | 4   | 9    |     |      |     |     |     |     | 21    |
| 8    | João Paulo de Oliveira                 | No. 56 Kondo Racing               | 3   |      |     |      |     |     |     |     | 16    |
| 9    | Kei Cozzolino Takuro Shinohara         | No. 45 Ponos Racing               | 12  | 6    |     |      |     |     |     |     | 14    |
| 10   | Zak O'Sullivan Rikuto Kobayashi        | No. 7 CarGuy MKS Racing           | 17  | 4    |     |      |     |     |     |     | 13    |
| 11   | Morio Nitta Shinichi Takagi            | No. 96 K-tunes Racing             | 6   | 13   |     |      |     |     |     |     | 13    |
| 12   | Ryohei Sakaguchi Yusuke Tomibayashi    | No. 9 Pacific Racing Team         | 5   | 18   |     |      |     |     |     |     | 11    |
| 13   | Takuto Iguchi Hideki Yamauchi          | No. 61 R&D Sport                  | 13  | 8    |     |      |     |     |     |     | 11    |
| 14   | Kosuke Matsuura Natsu Sakaguchi        | No. 87 JLOC                       | 7   | 25   |     |      |     |     |     |     | 9     |
| 15   | Yu Kanamaru                            | No. 56 Kondo Racing               |     | 7    |     |      |     |     |     |     | 9     |
| 16   | Kiyoto Fujinami Tsubasa Kondo          | No. 666 Seven x Seven Racing      | 8   | 24   |     |      |     |     |     |     | 8     |
| 17   | Takashi Kogure Yuya Motojima           | No. 0 JLOC                        | 9   | Ret  |     |      |     |     |     |     | 7     |
| 18   | Ryuichiro Tomita Kazuki Oki            | No. 11 GAINER                     | 11  | 14   |     |      |     |     |     |     | 7     |
| 19   | Yusuke Shiotsu Iori Kimura             | No. 5 Team Mach                   | 16  | 10   |     |      |     |     |     |     | 6     |
| 20   | Takayuki Aoki Rin Arakawa              | No. 360 Tomei Sports              | 18  | 12   |     |      |     |     |     |     | 4     |
| 21   | Hironobu Shimizu                       | No. 360 Tomei Sports              |     | 12   |     |      |     |     |     |     | 4     |
| 22   | Hiroki Yoshimoto Shunsuke Kohno        | No. 60 LM corsa                   | 14  | 15   |     |      |     |     |     |     | 3     |
| 23   | Takamitsu Matsui Kimiya Sato           | No. 25 Hoppy Team Tsuchiya        | 15  | 22   |     |      |     |     |     |     | 1     |
| 24   | Reimei Ito                             | No. 60 LM corsa                   |     | 15   |     |      |     |     |     |     | 1     |
| —    | Kazuhisa Urabe                         | No. 2 Hyper Water Racing Inging   |     | 3*   |     |      |     |     |     |     | 0     |
| —    | Keita Sawa                             | No. 7 CarGuy MKS Racing           |     | 4*   |     |      |     |     |     |     | 0     |
| —    | Haruki Kurosawa                        | No. 65 K2 R&D LEON Racing         |     | 5*   |     |      |     |     |     |     | 0     |
| —    | Hiroaki Nagai Manabu Orido             | No. 30 apr                        | 20  | 16   |     |      |     |     |     |     | 0     |
| —    | Ryo Ogawa                              | No. 30 apr                        |     | 16   |     |      |     |     |     |     | 0     |
| —    | Katsuyuki Hiranaka Eijiro Shimizu      | No. 20 SHADE Racing               | Ret | 17   |     |      |     |     |     |     | 0     |
| —    | Yuki Sano                              | No. 20 SHADE Racing               |     | 17   |     |      |     |     |     |     | 0     |
| —    | Yuta Fujiwara                          | No. 9 Pacific Racing Team         |     | 18   |     |      |     |     |     |     |       |
| —    | Miki Koyama Yuki Nemoto                | No. 31 apr                        | 22  | 19   |     |      |     |     |     |     | 0     |
| —    | Yuya Hiraki Reiji Hiraki               | No. 62 HELM Motorsports           | 19  | Ret  |     |      |     |     |     |     | 0     |
| —    | Oliver Rasmussen                       | No. 31 apr                        |     | 19   |     |      |     |     |     |     | 0     |
| —    | Masaki Kano Yuma Shoji                 | No. 22 R’Qs Motor Sport           | 25  | 20   |     |      |     |     |     |     | 0     |
| —    | Masaki Jyonai                          | No. 22 R’Qs Motor Sport           |     | 20   |     |      |     |     |     |     | 0     |
| —    | Takashi Kobayashi Yuto Nomura          | No. 18 Team UpGarage              | 21  | 23   |     |      |     |     |     |     | 0     |
| —    | Taiyo Ida Yusaku Shibata               | No. 48 Nilzz Racing               | 23  | 21   |     |      |     |     |     |     | 0     |
| —    | Daiki Fujiwara                         | No. 48 Nilzz Racing               |     | 21   |     |      |     |     |     |     | 0     |
| —    | Harry King                             | No. 666 Seven x Seven Racing      |     | 24   |     |      |     |     |     |     | 0     |
| —    | Hiroki Yoshida Seita Nonaka            | No. 52 Saitama Green Brave        | Ret | 26   |     |      |     |     |     |     | 0     |
| —    | Lilou Wadoux                           | No. 45 Ponos Racing               | WD  |      |     |      |     |     |     |     | 0     |
| Pos. | Piloti                                 | Team                              | OKA | FUJ1 | SEP | FUJ2 | SUZ | SUG | AUT | MOT | Punti |

*non ha partecipato alle qualifiche e non ha corso durante la gara come terzo pilota.